# La Celia Aritha Prince

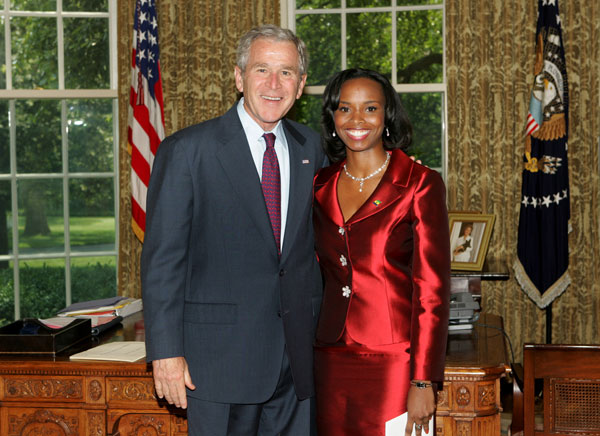
George W. Bush mit La Celia Aritha Prince, der Botschafterin von Saint Vincent und den Grenadinen.

La Celia Aritha Prince (geb. 1977, Kingstown, St. Vincent und die Grenadinen) wurde am 30. Mai 2008 Botschafterin für St. Vincent und die Grenadinen in den Vereinigten Staaten. Prince war zu der Zeit die jüngste Botschafterin im diplomatischen Corps in Washington.

## Leben

### Ausbildung
Prince erwarb 1999 einen Bachelor of Laws (LLB) an der University of the West Indies und ein Legal Education Certificate an der Hugh Wooding Law School. 2001 wurde sie als Anwältin zugelassen.

### Karriere
Sie praktizierte als Barrister-at-Law und Solicitor in St. Vincent und den Grenadinen, bis sie einen Master in Rechtswissenschaften an der University of Cambridge. 2003 studierte Prince mit einem Fellowship in Multilateral Trade Negotiations und wurde in die Delegation der Karibischen Gemeinschaft (CARICOM) am Sekretariat für die Amerikanische Freihandelszone (Free Trade Area of the Americas) in Puebla, Mexiko, berufen, bevor sie für kurze Zeit zur Welthandelsorganisation in Genf entsandt wurde.
In Washington war sie ab September 2005, zunächst als Minister Counselor an der Botschaft von St. Vincent und den Grenadinen und als Repräsentantin bei der Organisation Amerikanischer Staaten (OAS).
Sie wurde Nachfolgerin von Fitzgerald Bramble als Deputy Chief of Mission.
Prince trat im Juli 2016 zurück und ging zur Organisation Amerikanischer Staaten. Lou-Anne Gaylene Gilchrist wurde ihre Nachfolgerin.